# (1925) Franklin-Adams
(1925) Franklin-Adams (aussi nommé 1934 RY) est un astéroïde de la ceinture principale, découvert le 9 septembre 1934 par Hendrik van Gent à l'observatoire de l'Union, à Johannesbourg en Afrique du Sud. 
Il a été nommé en hommage à l'astronome amateur anglais John Franklin-Adams, qui créa le premier atlas photographique du ciel nocturne.